# Night Terrors
Night Terrors (en España Terror sin fin, en México Pesadilla Mortal), también conocida como Tobe Hooper's Night Terrors, es una película canadiense-egipcia de terror estrenada en el año 1993. Escrita por Rom Globus y Daniel Matmor está dirigida por Tobe Hooper e interpretada en sus papeles principales por Robert Englund, Zoe Trilling y Alona Kimhi. La trama involucra a una joven que viaja a El Cairo para visitar a su padre pero se ve envuelta, sin saberlo, en las prácticas de un extraño culto sadomasoquista liderado por un descendiente del Marqués de Sade.

## Sinopsis
El Doctor Matteson es un arqueólogo que está realizando investigaciones en El Cairo. Con motivo de la visita de su hija Genie a la capital de Egipto decide revelarle la naturaleza de sus trabajos refiriéndose a unas recientes excavaciones de un antiguo culto gnóstico. Genie, una joven de naturaleza espontánea y curiosa, conoce a Sabina una atractiva mujer que, en realidad, es una antigua sirvienta del Marqués de Sade cuya encarnación actual es un carismático caballero llamado Paul Chevalier. Chevalier, tras conocer a Genie, comienza a albergar oscuros planes para hacer que sea su próxima víctima de torturas y objeto de uso para sus perversos placeres. 

## Reparto
- Robert Englund		 - Marqués de Sade / Paul Chevalier
- Zoe Trilling	 - Genie
- Alona Kimhi	 - Sabina
- Juliano Mer-Khamis	 - Mahmoud
- Chandra West	 - Beth
- William Finley		 - Doctor Matteson
- David Menachem		 - Estafador en el mercado árabe
- Jonathan Cherchi - Estafador en el mercado árabe
- Howard Rypp - Harry, asistente del Dr. Matteson
- Amiral Gavriel - Asistente del Dr. Matteson
- Irit Sheleg - Fatima
- Niv Cohen - Chuck
- Doron Barbi - Ali
- Zachi Noy - Padre de Chuck
- Dafna Armoni - Marcille
- Ya'ackov Banai - Sirviente de Paul Chevalier
- Joel Drori - Sirviente de Paul Chevalier
- Uri Gavriel - Yousuf
- Yosef Shiloach - Pardy Hardy
- Moti Bootbool - Taxista negro
- Tamar Shamir - Mujer serpiente
- Babi Neeman - Líder gnóstico
- Daniel Matmor - Sacerdote
- Dimitri Phillips - Duval
- Shmuel Umani - Torturador
- Dov Ben - Asistente del torturador
- Dudi Cohen - Guardián
- Gregory Tal - Asistente del guardián
- Adam Zilberman - Prisionero
- Didid Lukov - Prisionero
- Shmuel Aizer - Vendedor del mercado
- Fitcho Ben-Zur - Mendigo ciego
- Charlie Buzaglo - Criado
- Itzak Atzmon - Sirviente de Sabina
- The Allo Alaev Family - Grupo musical árabe
- Liz Fachima - Mujer gnóstica
- Racheli Hanig - Chica árabe

## Recepción
La película obtiene valoraciones negativas entre la crítica profesional y los usuarios de los portales de información cinematográfica. En IMDb obtiene una puntuación de 3,5 sobre 10 con 1.414 votos. En FilmAffinity con 117 votos tiene una valoración de 3,2 sobre 10. En el agregador de críticas Rotten Tomatoes no consta ninguna crítica profesional y alcanza un 11% de calificación "fresco" entre las más de 100 valoraciones registradas por los usuarios del portal. John Kenneth Muir calificó en el libro Horror Films of the 1990s: «en muchas películas Tobe Hooper destroza admirables tabúes y le quita el decoro a la producción, hay poca astucia intelectual, es una película decepcionante».